# 계기 비행
계기비행 방식(計器飛行方式, 영어: instrument flight rules, IFR)은 시계 비행과 달리 칵핏을 통한 주변 시야 환경이 충분하지 않은 날씨 상태이기 때문에 조종사는 비행계기를 통해서 비행하는 항공 규정의 하나이다.

## 기계와 인간의 조종
비행기의 조종석 앞과 옆에는 수십개가 넘는 많은 계기나 스위치(swith), 레버(lever) 등의 장치가 매우 많다. 이러한 장치들은 비행기가 날고 있는 속도, 높이 및 상승·하강 속도, 엔진 회전수, 비행기 전후좌우의 기울기, 진행 방향 또는 방위 등 비행기를 바르고 안전하게 운항하기 위해서 필요한 모든 정보(情報)를 제공해 주고 있다.
비행기의 성능이 점점 좋아짐에 따라서 사람의 육감에만 의존해서는 비행기를 바르게 조종할 수 없게 되었고, 이러한 계기(計器)들은 더욱더 중요한 위치를 차지하게 되었다. 특히 야간에 구름 속으로 들어갔을 때는 절대적으로 필요한 존재가 되었다.
비행 중에는 조종사(操縱士)의 신속하고 기민한 조작이 필요하므로 계기들은 조종석 내에 질서정연하게 배치되어 있다. 그리고 조작 레버도 재빨리 움직일 수 있도록 그 위치와 크기·조작 방향 등이 인간 공학적으로 설계된다.
이륙할 때에는 조종사가 이들 계기를 보면서 정해진 항로를 정해진 방향·높이·속도·자세로 비행할 수 있도록 조작한다. 계기가 지시하고 있는 내용을 판단하는 것은 사람의 두뇌이며, 키를 잡거나 엔진의 출력을 조절하는 것은 손과 발이다.
순항 중 특히 야간이나 구름 속에서 주위의 경치가 잘 보이지 않을 때 예정된 진로를 따라서 목적지에 계획한 대로 도달하기 위해서는 전파(電波)의 도움을 받는다. 공항이나 항공로의 군데군데에 전파를 발신하는 등대(beacon)가 있어 여러 가지 전파를 보내고 있으므로 비행기에서 그것을 수신하게 되면 beacon의 방향과 거리를 알 수 있다. 이를 토대로 지금 자기가 항공로의 어느 지점에 있는가를 알게 된다.
또 코스가 결정되고 나면 자동조종장치(自動操縱裝置)에 맡겨 두는 경우가 많다.
자동조종장치로 전환하면 계기류는 측정한 결과를 표시하는 것만이 아니고 그것을 계산기구(計算機構)에 전한다. 계산기구에서 처리된 결과는 키조정기에 전하게 되어 조종기구가 자동적으로 조종한다. 즉 조종사의 감각·두뇌·손발의 역할을 모두 기계가 자동적으로 행하는 것이다.
착륙할 때에는 이륙할 때와 마찬가지로 조종사가 직접 조종한다.
국제공항에는 더욱 정확하게 항공기를 지상에까지 인도하는 ILS(instrument landing system：計器着陸方式)가 있다. 이것은 활주로 방향으로 지면과 2.5∼3°의 각도를 갖는 전파를 발사해 둔다. 비행기가 이 전파의 길에서 벗어나면 그것이 계기에 표시되므로 조종사는 그것을 보면서 바르게 길을 따라 내려오면 이상 없이 활주로 있는 곳까지 올 수 있다. 야간이나 안개·구름으로 근처가 잘 보이지 않을 때에 특히 편리하다.
이 ILS에는 자동조종장치를 장치하여서 비행기 조종사의 손을 빌지 않고 착륙할 수 있는 자동착륙장치(自動着陸裝置)라는 것도 있다.

## 하늘의 교통정리
비행하는 비행기의 수가 많아지면 지상과 마찬가지로 교통정리가 필요하다. 잘 정리하지 않으면 교통이 혼잡하여 목적지까지 가는 데 시간이 걸리거나, 공중에서 다른 비행기와 충돌할 염려가 있다.
항공로(航空路)를 따라 곳곳에 주위를 바라볼 수 있는 레이더를 장치해 두고, 전국을 나는 모든 비행기의 위치·높이·속도 등을 알 수 있도록 하면 하늘의 교통정리에는 매우 편리하다.

## 같이 보기
- 계기 착륙 장치(ILS)
- 시계 비행(VFR)